# Думитру Лимона
Думитру Лимона (на румънски: Dumitru Limona; на арумънски: Dumitru Limona) е румънски историк, архивист-палеограф.

## Биография
Думитру Лимона e роден на 28 октомври 1912 година във влашкото паяшко село Ливада, Османската империя. Емигрира в Румъния и работи като архивист-палеограф в Държавните архиви в Брашов и Букурещ, където чрез обширните си дешифрации и обобщения прави достъпни за изследване десетки хиляди стари документи, написани на гръцки. Автор или съавтор на монументалните историографски инструменти: Catalogul documentelor românești din Arhivele Statului Brașov (I: 1955, II: 1975), Catalogul documentelor greceşti din Arhivele Statului de la Oraşul Stalin (I-II, 1958), Catalogul documentelor referitoare la viaţa economică a Ţărilor Române în sec. XVII-XIX. Documente din Arhivele Statului Sibiu (I 1966, 1967), Documente economice din arhiva Casei Comerciale „Ioan St. Stamu” (1714-1876) (I 1983, 1987). Умира на 14 януари 1977 година.